# احمد علی‌عسکروف
احمد علی‌عسکروف (ترکی آذربایجانی: Əhməd Lətif oğlu Ələsgərov; ۵ اکتبر ۱۹۳۵ – ۱۹ مهٔ ۲۰۱۵) بازیکن فوتبال اهل جمهوری آذربایجان بود.
وی همچنین برندهٔ جوایزی همچون نشان برجسته افتخار شده‌است.
از باشگاه‌هایی که در آن بازی کرده‌است می‌توان به باشگاه فوتبال نفتچی باکو اشاره کرد.